# Phyllachora cymbispora
Phyllachora cymbispora är en svampart som beskrevs av T.S. Ramakr. & K. Ramakr. 1947. Phyllachora cymbispora ingår i släktet Phyllachora och familjen Phyllachoraceae.   Inga underarter finns listade i Catalogue of Life.